# 細川內閣
細川内閣（日语：／ Hosokawa Morihiro Naikaku */?）是日本眾議院議員、日本新黨代表細川護煕就任第79任內閣總理大臣（首相）後，自1993年8月9日至1994年4月28日組成的內閣。
是在1955年38年來首個非自民·非共產聯合政權，自由民主黨首次成為在野黨。

## 組閣過程
第40屆日本眾議院議員總選舉在1993年7月18日舉行，自民黨獲得議席跟選前相若，但不能單獨過半數。由自民黨離黨的羽田派（羽田孜、小澤一郎）組成的新生黨、武村正義組成的新黨先驅及由前熊本縣知事細川護煕領導的3個新黨取得約100席。反而傳統在野黨日本社會黨只得70席，議席減半，土井旋風不再。
新生黨很快表示有意跟日本社會黨、公明黨、民社黨及社會民主連合組成聯合政府。而日本新黨亦決定跟新黨先驅在議會內組成統一會派。由於新生黨為首的在野黨派及自民黨都不能過半，結果雙方都拉攏日本新黨及新黨先驅加入聯盟。最後，非自民政黨以支持細川為首相為條件取得勝利。結果，在執政聯盟中議席只是排第四的日本新黨代表細川護煕成新首相。
細川曾當選2屆參議員 (第2屆任期開始不過是1992年)及2屆熊本縣知事，不過卻是首次當選眾議員 (上一次首次當選眾議員就成了首相已經是1947年日本社會党委員長片山哲)。他是新黨運動的先驅者，為前首相近衛文麿的孫，家族細川家是舊熊本藩侯爵，這是首次祖父孫都曾當過首相的先例。
閣僚任命方面，新黨先驅武村正義代表為（內閣官房長官），新生黨羽田孜黨首為（外務大臣兼副總理），社會黨山花貞夫委員長為（政治改革擔當大臣），公明黨石田幸四郎委員長為（總務廳長官），民社黨大內啓伍委員長為（厚生大臣），社民連江田五月代表為（科学技術廳長官），差不多所有聯合政府的政黨黨魁都有入閣。在社會黨山花委員長因總選舉表現差劣辭職後，繼任委員長村山富市沒有入閣，成了日後社會黨與其他執政聯盟政黨不和埋下種子。
聯合政府中各個政黨處理黨務的書記長或代表幹事，成立了「與黨代表者會議」，以新生黨代表幹事小澤一郎及公明黨書記長市川雄一為中心。9月時朝日新聞的民意調査，內閣支持率為歷年最高，達71%。

## 政治改革
當時不少評論認為自民黨長期執政下令官僚架構冗贅，政治腐敗。黨內出現了守舊派及改革派的新生黨、新黨先驅和自由改革連合的對立，結果最後改革派在宮澤內閣的內閣不信任決議投下贊成票，令議案過半通過 (扯谎解散)。
市民求變的決心令日本新黨及新黨先驅這些主張改革的政黨受到支持。
但是當內閣上台後推出選舉制度改革，由中選舉區制度改為小選舉區及比例代表制混合時，及加強規管政治資金，由於同時受到自民黨及社會黨的反對而進展緩慢。最後在細川跟自民黨總裁河野洋平會談後通過折衷方案。

## 國民福祉稅構想
在高民望下，細川陸續進出行政改革，規制改革、地方分權及應對當時經濟環境的計畫。
但不久聯合政府內部對於消費稅是否增加去應付財赤出現分歧。2月3日，細川曾在會見傳媒是提出國民福祉稅構想，3年後廢除消費稅，引入7%國民福祉稅，但在聯合政府內部反對下，被迫在4日撤回構想。

## 總辭
在政治改革及國民福祉稅構想的議題上，突顯了七黨聯合政府中各政黨的矛盾，尤其是小澤一郎及市川雄一跟新黨先驅的官房長官武村正義和社會黨日漸對立，社會黨更想過退出聯合政府。
同時，自民黨開始就細川過往跟佐川急便的金錢交易上追究責任，並拒絕通過預算案，令聯合政府陷入管治危機。在4月8日，細川表示有意辭職，到了4月25日內閣總辭，由於天皇在三日後才進行認証儀式，內閣留任至4月28日。細川內閣僅維持了9個月便倒台。

## 閣僚
- 內閣總理大臣 - 細川護煕（日本新黨代表）
  - 內閣總理大臣特別補佐 - 田中秀征（新黨先驅）【‐1994年1月31日】
- 法務大臣 - 三月章（非議員）
- 外務大臣兼副總理 - 羽田孜（新生黨黨首）
- 大蔵大臣 - 藤井裕久（新生黨）
- 文部大臣 - 赤松良子（非議員）
- 厚生大臣 - 大內啓伍（民社黨委員長）
- 農林水產大臣 - 畑英次郎（新生黨）
- 通商產業大臣 - 熊谷弘（新生黨）
- 運輸大臣 - 伊藤茂（日本社會黨）
- 郵政大臣 - 神崎武法（公明黨）
- 勞動大臣 - 坂口力（公明黨）
- 建設大臣 - 五十嵐廣三（日本社會黨）
- 自治大臣 - 佐藤観樹（日本社會黨）
- 國家公安委員會委員長 - 佐藤観樹（日本社會黨）
- 內閣官房長官 - 武村正義（新黨先驅代表）
  - 內閣官房副長官（政務）- 鳩山由紀夫（新黨先驅）
  - 內閣官房副長官（事務）- 石原信雄
  - 內閣法制局長官 - 大出峻郎
- 總務廳長官 - 石田幸四郎（公明黨委員長）
- 北海道開發廳長官、沖繩開發廳長官、國土廳長官 - 上原康助（日本社會黨）
- 防衛廳長官 - 中西啓介（新生黨）→愛知和男（新生黨）【1993年12月2日‐】
- 經濟企劃廳長官 - 久保田真苗（參、日本社會黨）
- 科学技術廳長官 - 江田五月（社會民主連合代表）
- 環境廳長官 - 廣中和歌子（參、公明黨）
- 國務大臣（政治改革擔當） - 山花貞夫（日本社會黨委員長）

## 政務次官
- 法務政務次官 - 佐佐木秀典（日本社會黨）
- 外務政務次官 - 東祥三（公明黨）
- 大蔵政務次官 - 北側一雄（公明黨）、中村正男（參、日本社會黨）
- 文部政務次官 - 安倍基雄（民社黨）
- 厚生政務次官 - 岡島正之（新生黨）
- 農林水產政務次官 - 木村守男（新生黨）
- 通商產業政務次官 - 遠藤乙彦（公明黨）、和田貞夫（參、日本社會黨）
- 運輸政務次官 - 二階俊博（新生黨）
- 建設政務次官 - 伊藤英成（民社黨）
- 勞動政務次官 - 永井孝信（日本社會黨）
- 自治政務次官 - 冬柴鐵三（公明黨）
- 總務政務次官 - 小池百合子（日本新黨）
- 北海道開發政務次官 - 菅野久光（參、日本社會黨）
- 防衛政務次官 - 山口那津男（公明黨）
- 經濟企劃政務次官 - 古賀一成（新生黨）
- 科學技術政務次官 - 乾晴美（參、民主改革連合）
- 環境政務次官 - 山元勉 （日本社會黨）
- 沖繩開發政務次官 - 田村秀昭（參、新生黨）
- 國土政務次官 - 增田敏男（新生黨）

## 關連項目
- 第40屆日本眾議院議員總選舉
- 扯谎解散
- 55年體制
- 政權交代
- 鳩山由紀夫內閣
- 失去的十年
- 社公民路線
- 成田憲彥 - 政務擔當秘書官（首席秘書官）